# Melissa Navia

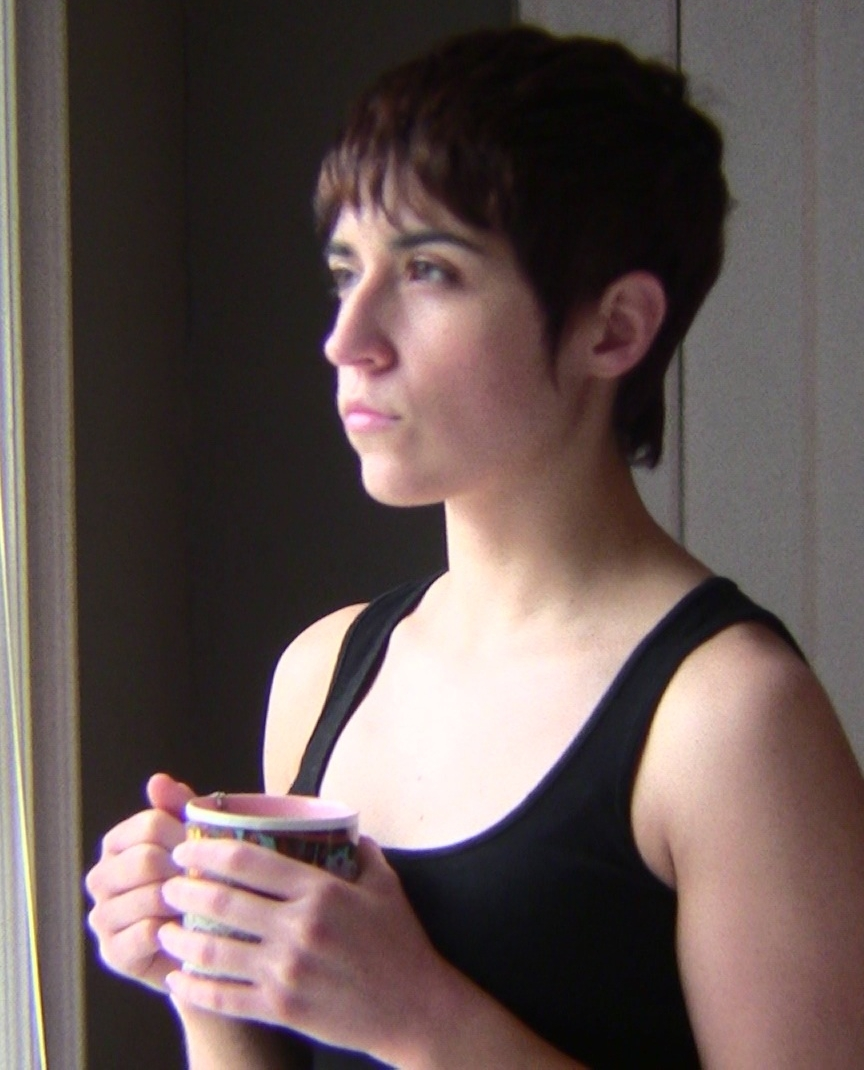
Melissa Navia (2010)

Melissa Navia (* 24. August 1984 in New York City) ist eine kolumbianisch-US-amerikanische Filmschauspielerin.

## Leben
Navia ist in New York City geboren und aufgewachsen. Erste Schauspielerfahrungen sammelte sie im Alter von zehn Jahren. Während ihrer High-School-Zeit lernte sie Musicaltheater. Seit 2011 ist sie als Filmschauspielerin tätig. Sie spielte Hauptrollen in mehreren Independent-Filmen sowie Gastrollen in mehreren Fernsehserien. In der Comedy-Serie Common Charges spielte sie 2015 erstmals eine Hauptrolle in einer Serie. In der im Mai 2022 gestarteten Star-Trek-Fernsehserie Star Trek: Strange New Worlds spielt sie die Hauptrolle der Erica Ortegas.
Neben ihrer Filmkarriere ist Navia auch als Autorin und Stand-up Comedian tätig. 2020 gab sie in dem Stück  Bundle of Sticks am INTAR Theatre ihr Off-Broadway-Debüt.

## Filmografie
- 2011: Love Eterne
- 2011: Break Point (Kurzfilm)
- 2011: Metal Gear (Kurzfilm)
- 2012: That’s What She Said
- 2012: Red Tulips: A Story About Forgetting (Kurzfilm)
- 2012: There Is No Place Like Home – Nichts wie weg aus Ocean City
- 2013: Highly Specialized, Highly Committed
- 2013: Sleeping with the Fishes
- 2013: The Paragon Cortex
- 2013: Legacy (Kurzfilm)
- 2014: Love Eterne [Mourning] (Kurzfilm)
- 2014: Grind (Kurzfilm)
- 2014: El Capo (Fernsehserie, eine Folge)
- 2014: Growing Up and Other Lies
- 2014: Amira & Sam
- 2014: What It Was
- 2014: Tremor Team 12 (Fernsehfilm)
- 2015: Common Charges (Fernsehserie, sieben Folgen)
- 2015: Temecula (Kurzfilm)
- 2015: Mix-Matched (Fernsehserie, eine Folge)
- 2015: The Chosen
- 2015: The Affair (Fernsehserie, eine Folge)
- 2016: Interwoven
- 2016: Working Poor (Kurzfilm)
- 2016: Hymns
- 2017: New York Normal (Fernsehfilm)
- 2017: Billions (Fernsehserie, eine Folge)
- 2018: Homeland (Fernsehserie, eine Folge)
- 2018: Love Me Anyway
- 2018: Dietland (Fernsehserie, zwei Folgen)
- 2018: Die Geiselnahme
- 2019: Tower of Silence
- 2019: Room 220 (Kurzfilm)
- 2021: New Amsterdam (Fernsehserie, eine Folge)
- 2022: Bull (Fernsehserie, zwei Folgen)
- seit 2022: Star Trek: Strange New Worlds (Fernsehserie)

## Auszeichnungen und Nominierungen
|      | Ergebnis  | Kategorie                                     | Award                               |
| ---- | --------- | --------------------------------------------- | ----------------------------------- |
| 2013 | Gewonnen  | Beste Schauspielerin (The Paragon Cortex)     | Wild Rose Independent Film Festival |
| 2017 | Nominiert | Beste Schauspielerin (Love Eterne [Mourning]) | Actors Awards, Los Angeles          |